# Leadpoint
Leadpoint ist eine Geisterstadt im Stevens County im US-Bundesstaat Washington. Die Stadt liegt in den Bergen südöstlich von Northport. Leadpoint war eine in den 1890er Jahren gegründete Bergarbeiterstadt. Hochwertiges Blei-Erz wurde in der Umgebung entdeckt und führte zur Gründung von Leadpoint. Leadpoint hatte 200 Einwohner. Es gab ein Hotel, einen Gemischtwarenladen, einen Friseur und mehrere andere Geschäfte. Schließlich wurde Leadpoint zur Geisterstadt. In Leadpoint steht heute nur noch das aus einem Raum bestehende Schulhaus.
Der Pacific Northwest National Scenic Trail verläuft auf seiner 1.200 Meilen (1.931 km) langen Reise von der Continental Divide in Montana zum Pazifik im Bundesstaat Washington durch Leadpoint.